# طاعة (سلوك بشري)

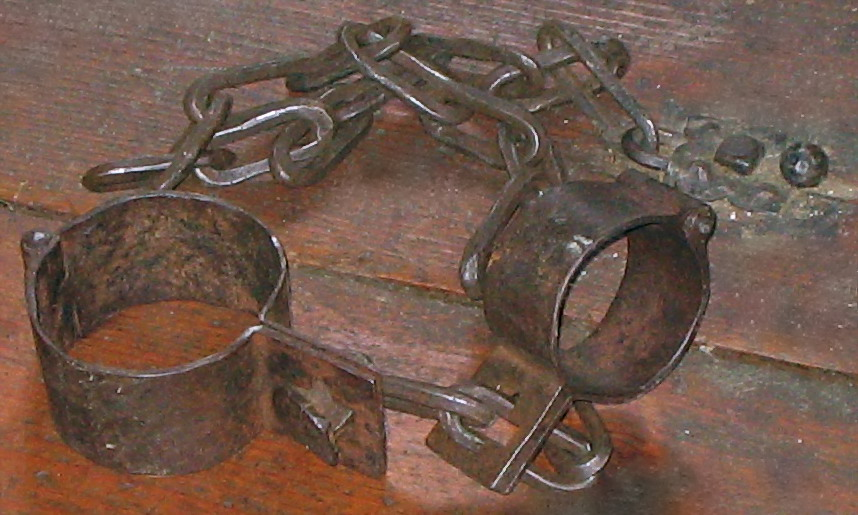

الطاعة في السلوك البشري هي شكل من أشكال «التأثير الاجتماعي الذي يخضع فيه الشخص لتعليمات أو أوامر صريحة من شخصية ذات سلطة». تتميّز الطاعة بشكل عام عن الامتثال، وهو سلوك يتأثر بالأقران، وعن المطابقة، وهي سلوك يقصد به مطابقة سلوك الأغلبية. اعتمادًا على السياق، يمكن اعتبار الطاعة سلوكًا أخلاقيًا أو غير أخلاقي أو لاأخلاقي.
أثبتت الدراسات أن البشر مطيعون عند وجود شخصيات ذات سلطة شرعية مدرَكة، كما أظهرت تجربة ميلغرام في الستينيات، والتي نفّذها ستانلي ميلغرام لمعرفة كيف تمكن النازيون من إشراك الناس العاديين في جرائم القتل الجماعي في الهولوكوست. أظهرت التجربة أن طاعة السلطة كانت هي القاعدة لا الاستثناء. في ما يتعلق بالطاعة، قال ميلغرام: «تُعدّ الطاعة عنصرًا أساسيًا في بنية الحياة الاجتماعية. إن وجود نظام سلطة ما، هو ضرورة لجميع أشكال العيش المجتمعي، أما هؤلاء الذين يعيشون في عزلة فهم الوحيدون الذي لا يتعيّن عليهم الاستجابة لأوامر الآخرين سواء بالرفض أو الخضوع». توصّلوا أيضًا إلى استنتاج مماثل في تجربة سجن ستانفورد.

## الدراسات التجريبية

### الطرق والنتائج الكلاسيكية
على الرغم من أن المجالات الأخرى درست مفهوم الطاعة، ما يزال علم النفس الاجتماعي مسؤولًا في المقام الأول عن تقدم البحث في مفهوم الطاعة، إذ دُرس تجريبيًا بعدة طرق مختلفة.

#### تجربة ميلغرام
في إحدى الدراسات الكلاسيكية، ألّف ستانلي ميلغرام (كجزء من تجربة ميلغرام) دراسة مثيرة للجدل إلى حد كبير لكنها تكرّرت في كثير من الأحيان. مثل العديد من التجارب الأخرى في علم النفس، تضمّنت إعدادات ميلغرام خداع المشاركين. في التجربة، أُخبر الخاضعون للتجربة بأنهم سيشاركون في دراسة لآثار العقوبة في التعلم. في الواقع، تُركّز التجربة على استعداد الناس لإطاعة السلطة الجائرة. خدم كل مشارك كمعلم لأزواج من الكلمات المتقابلة المرتبطة ببعضها ارتباطًا عشوائيًا. بعد مقابلة «المعلم» في بداية التجربة، جلس «المتعلم» (ممثل في التجربة) في غرفة أخرى وكان من الممكن سماعه لا رؤيته. أُخبر المعلمون بإعطاء «المتعلم» صدمات كهربائية بشدة متزايدة لكل إجابة خاطئة. إذا تساءل المشاركون عن الإجراء، فإن «الباحث» (مساعد لميلغرام) سيشجعهم على الاستمرار. طُلب من الخاضعين للتجربة تجاهل صراخ المتعلم المتألم، ورغبته في حلّ وثاقه وإيقاف التجربة، وتوسّلاته بأن حياته في خطر وأنه يعاني من مرض في القلب، إذ أصر «الباحث» على أن التجربة يجب أن تستمر. كان المتغير التابع في هذه التجربة هو مقدار جهد الصدمات الكهربائية التي تُطبّق.

#### تجربة زيمباردو
أُجريت الدراسة الكلاسيكية الأخرى عن الطاعة في جامعة ستانفورد خلال السبعينيات. كان فيليب زيمباردو هو عالم النفس الرئيسي المسؤول عن التجربة. في تجربة سجن ستانفورد، وُضع طلاب بسن الالتحاق بالجامعة في بيئة سجن زائفة من أجل دراسة آثار «القوى الاجتماعية» في سلوك المشاركين. على عكس دراسة ميلغرام التي خضع فيها كل مشارك لشروط التجربة ذاتها، استُخدم هنا الاختيار العشوائي، إذ كان نصف المشاركين حراسًا للسجن والنصف الآخر كانوا سجناء. أُعدَّت بيئة التجربة إعدادًا ماديًا لتشبه السِّجن ولتحريض «حالة نفسية من السَّجن» في الوقت نفسه.

#### النتائج
وجدت دراسة ميلغرام أن معظم المشاركين أطاعوا الأوامر حتى عندما تسببت الطاعة في أضرار جسيمة للآخرين. بتشجيع من شخصية ذات سلطة معروفة، كان نحو ثلثي المشاركين على استعداد لتطبيق أعلى مستوى من الصدمات على المتعلم. كانت هذه النتيجة مفاجئة لميلغرام لأنه اعتقد أن «الخاضعين للتجربة يعلمون منذ الطفولة أن إيذاء شخص آخر رغمًا عنه يعد انتهاكًا أساسيًا للسلوك الأخلاقي». حاول ميلغرام شرح كيف أن الناس العاديين كانوا قادرين على تنفيذ أعمال قد تؤدي إلى موت الأشخاص الآخرين من خلال الإشارة إلى أن المشاركين ربما دخلوا في حالة عميل، إذ سمحوا لصاحب السلطة بتحمل مسؤولية أفعالهم الخاصة.
حصل زيمباردو على نتائج مماثلة لأن الحراس في الدراسة أطاعوا الأوامر وأصبحوا عدوانيين. وبالمثل، كان السجناء معادين لحراسهم وامتعضوا منهم. إن قسوة «الحراس» وما ترتب عليها من توتر «السجناء» أجبرا زيمباردو على إنهاء التجربة قبل الأوان، بعد 6 أيام.

### الأساليب والنتائج الحديثة
أثرت الدراستان السابقتان تأثيرًا كبيرًا في كيفية تفكير علماء النفس الحديثين في مفهوم الطاعة، إذ ولّدت دراسة ميلغرام على وجه الخصوص استجابة كبيرة من مجتمع علم النفس. في دراسة حديثة، كرر جيري برغر أسلوب ميلغرام مع بعض التعديلات. كانت طريقة برغر مماثلة لطريقة ميلغرام إلا عندما وصلت الصدمات إلى 150 فولت، يقرر هنا المشاركون ما إذا كانوا يريدون الاستمرار أم لا ثم تنتهي التجربة (الحالة الأساسية). لضمان سلامة المشاركين، أضاف برغر عملية فحص مؤلفة من خطوتين؛ كان هذا لاستبعاد أي مشارك قد يتفاعل سلبًا مع التجربة. في حالة الرفض النموذجي، استُخدم اثنان من الممثلين، إذ أدى أحدهما دور المتعلم والآخر كان المعلم. توقف المعلم بعد وصوله إلى 90 فولتًا، وطُلب من المشارك المتابعة من حيث توقف الممثل. اعتُبرت هذه المنهجية أكثر أخلاقية، لأن العديد من الآثار النفسية السلبية التي لوحظت لدى المشاركين في الدراسات السابقة حصلت بعد تجاوز 150 فولتًا. بالإضافة إلى ذلك، ونظرًا إلى أن دراسة ميلغرام لم تستخدم سوى الرجال، حاول برغر تحديد ما إذا كانت هناك أي اختلافات بين الجنسين في دراسته، واختار بشكل عشوائي أعدادًا متساوية من الرجال والنساء لظروف التجربة.
باستخدام بيانات من دراسته السابقة، بحث برغر في أفكار المشاركين حول مفهوم الطاعة. ورمّز تعليقات المشاركين من الدراسة السابقة حسب عدد المرات التي ذكروا فيها «المسؤولية الشخصية وسلامة المتعلم». قيس أيضًا عدد الوخزات التي استخدمها المشاركون في التجربة الأولى.
استخدمت دراسة أخرى نسخة جزئية من عمل ميلغرام، إذ غيرت بيئة التجربة. في إحدى دراسات جامعة أوتريخت حول مفهوم الطاعة، أُعطيت تعليمات للمشاركين بجعل الممثل، الذي يخضع لاختبار توظيف يشعر بعدم الارتياح. أُخبر المشاركون أن يقدموا للممثل جميع الملاحظات المزعجة المطلوبة والتي جعلته يفشل في النهاية في الحالة التجريبية، ولكن في الحالة الضابطة، لم يُطلب منهم إبداء الملاحظات المزعجة. كانت القياسات التابعة هي ما إذا كان المشارك قد أبدى كل الملاحظات المزعجة (قياس الطاعة المطلقة) أم لا، وعدد الملاحظات المزعجة (الطاعة النسبية).
بعد دراسات أوتريخت، استخدمت دراسة أخرى طريقة الملاحظات المزعجة لمعرفة المدة التي سيطيع فيها المشاركون السلطة. كانت القياسات التابعة لهذه التجربة هي عدد الملاحظات المزعجة التي تم إبداؤها ومقياس منفصل للشخصية مصمم لقياس الاختلافات الفردية.

#### النتائج
كانت نتائج دراسة برغر الأولى مماثلة لتلك الموجودة في دراسة ميلغرام السابقة. كانت معدلات الطاعة مشابهة جدًا لتلك الموجودة في دراسة ميلغرام، والتي تُبيّن أن ميل المشاركين إلى الطاعة لم ينخفض مع مرور الوقت. بالإضافة إلى ذلك، وجد برغر أن كلا الجنسين أظهر سلوكًا مشابهًا، ما أشار إلى أن المشاركين قد أبدوا الطاعة بشكل مستقل عن الجنس. في متابعة دراسة برغر، وجد أن المشاركين الذين قلقوا بشأن سلامة المتعلم كانوا أكثر ترددًا في متابعة الدراسة. وجد أيضًا أنه كلما حث الباحث المشاركين على المتابعة، زاد احتمال توقفهم عن الاستمرار في التجربة. كررت دراسة جامعة أوتريخت نتائج ميلغرام. وجدوا أنه على الرغم من إشارة المشاركين إلى أنهم لم يستمتعوا بالمهمة، فقد أكمل أكثر من 90% منهم التجربة. كان لدراسة باكيارو وزيمباردو مستويات متشابهة من الطاعة مقارنة بدراسات ميلغرام وأوتريخت. ووجدوا أيضًا أن المشاركين إما أوقفوا التجربة عند الإشارة الأولى لتوسّلات المتعلم، أو استمروا حتى نهاية التجربة (تسمى «سيناريو تثبيت موطئ قدم»). بالإضافة إلى الدراسات المذكورة أعلاه، وجد بحث إضافي استخدم مشاركين من ثقافات مختلفة (بما في ذلك إسبانيا  وأستراليا  والأردن) أن المشاركين كانوا مطيعين أيضًا.

### التأثيرات
واحدة من الافتراضات الرئيسية لأبحاث الطاعة هي أن التأثير ناجم فقط عن الظروف التجريبية، لكن بحث توماس بلاس يناقض هذه النقطة، ففي بعض الحالات، يمكن للعوامل المتعلقة بالشخصية أن تؤثر على النتائج. في إحدى مراجعات بلاس عن الطاعة، وجد أن شخصيات المشاركين يمكن أن تؤثر في كيفية استجابتهم للسلطة، فالأشخاص الذين كانوا في منتهى الخضوع كانوا أكثر عرضة للطاعة. وكرر هذا الاستنتاج في بحثه الخاص، كما هو الحال في إحدى تجاربه، إذ وجد عند مشاهدة أجزاء من دراسات ميلغرام الأصلية في الفيلم، أن المشاركين الذين سجلوا نتائج عالية في الاستبداد، وضعوا مسؤولية أقل على أولئك الذين يعاقبون المتعلم.
بالإضافة إلى العوامل المتعلقة بالشخصية، كان لدى المشاركين الذين قاوموا طاعة السلطة مستويات عالية من الذكاء الاجتماعي.

## تجارب أخرى

### تجربة مستشفى هوفلينغ
أجريت كل من تجارب ميلغرام وستانفورد في سياقات بحثية. في عام 1966، نشر الطبيب النفسي تشارلز ك. هوفلينغ نتائج تجربة ميدانية عن الطاعة في علاقة الممرّض مع الطبيب في بيئة المستشفى الطبيعية. طلب أطباء مجهولون من الممرضين، الذين لم يكونوا على علم بالمشاركة في التجربة، بإعطاء جرعات خطيرة من عقار (خيالي) لمرضاهم. على الرغم من أن قواعد المستشفى لم تسمح بإعطاء الدواء في ظل هذه الظروف، فإن 21 من بين 22 ممرضًا أعطوا المريض جرعة زائدة.